# Trio X
Trio X, är en improvisationsgrupp bildad 2002 bestående av Lennart Simonsson (piano), Per V. Johansson (bas) och Joakim Ekberg (trummor). Gruppen hette tidigare Trio con X som bildades 1987.
Gruppen är verksam som en fast ensemble inom länsmusiken i Uppsala län, Musik i Uppland, som finansieras av landstinget. Trion jobbar med all tänkbar sorts musik, allt från jazz, visor, latin, folkmusik, klassisk, soul, pop, rock m.m.  
Trio X har givit ut flera skivor, In dulci jubilo (2003), Trio X of Sweden (2005), Live at Fasching (2007), Träumerei (2012), Veni Veni Emmanuel (2020). Gruppen har framträtt med bland annat Svante Henryson, Orphei Drängar, Bengan Janson och Jojje Wadenius.